# Metropolie Veria, Nausa a Kampanias
Metropolie Veria, Nausa a Kampanias je jedna z metropolií Řecké pravoslavné církve, nacházející se na území Řecka.

## Historie
Veria známá ve starověku jako Berrea byla sufragánní eparchie metropolie Soluň. Ve 13. století získala status autokefální archieparchie a na konci století je zmiňovaná již jako metropolie.
Křesťanská komunita ve městě byla založena apoštolem Pavlem. Za prvního biskupa je považován učedník apoštola Pavla svatý Onesimus.
Až do 12. století je v seznamech Konstantinopolského patriarchátu zmíněna jako sufragánna metropolie Soluň. Během krátkého období v 11. století byla eparchie uznána císařem Basileiosem II. Bulgaroktonosem jako součást patriarchátu Ochrid.
Dne 1. května 1649 se poprvé zmíněn název Meteopolie Veria a Nausa.
Roku 1931 byla eparchie Kampanias byla zrušena a část jejího území bylo připojeno k metropolii a tím získala také svůj současný název.
Současný titul metropolitů je; Metropolita Veria, Nausa a Kampanias, hypertimos a exarcha Thesálie.